# ラーイ
ラーイ (Rahy) はアメリカ生まれの競走馬、種牡馬。

## 誕生から競走馬時代まで
ラーイは1985年にアメリカのケンタッキー州にて生まれた。父は大種牡馬のブラッシンググルーム、母は1980年のカナダ・ソヴリン賞年度代表馬グローリアスソング (Glorious Song) 、母の全弟（叔父）にはデヴィルズバッグ（タイキシャトルの父として知られる）がいる良血馬である。半兄には、種牡馬としてメイセイオペラを出したグランドオペラ（父Nijinsky II ）、半弟にジャパンカップなどに優勝したシングスピール（父In the Wings）がいる。
競走馬としては当初イギリスでデビューし、のちにアメリカへ移籍した。重賞は1989年ベルエアハンデキャップ（アメリカG2）の1勝で、このレースでは10馬身差の圧勝を果たしている。ほかに1987年のミドルパークステークス（イギリスG1）2着などがある。通算13戦6勝の成績を残し、1990年から種牡馬入りした。

## 種牡馬時代
本馬が本領を発揮しだしたのは種牡馬になってからである。1990年よりスリーチムニーズファームで繋養され、2世代目の産駒から早くもG1競走11勝の名牝セレナーズソングを出し、その後も多くの活躍馬を輩出した。日本に輸入された産駒にはトキオパーフェクトなど短距離が得意な馬が多いが、日本国外ではファンタスティックライトのような中長距離を得意とする馬も多数いる。2009年の種付けシーズン後に、受精能力の低下から種牡馬を引退。その後もスリーチムニーズファームで功労馬として余生を過ごし、2011年9月22日に老衰のため26歳でこの世を去った。

### 主な産駒

#### 日本国外調教馬
- 1991年産
  - Mariah's Storm（ジャイアンツコーズウェイの母）

- 1992年産
  - Serena's Song（勝ち鞍:オークリーフステークス、ハリウッドスターレットステークス、ラスヴァージネスステークス、サンタアニタオークス、マザーグースステークス、ハスケルインビテーショナルハンデキャップ、ガゼルハンデキャップ、ベルデイムステークス、サンタモニカハンデキャップ、サンタマリアハンデキャップ、ヘムステッドハンデキャップ）
  - Exotic Wood（勝ち鞍：ゴーフォーワンドステークス、サンタモニカハンデキャップ、サンタマリアハンデキャップ）
- 1995年産
  - Tranquility Lake（勝ち鞍:ゲイムリーハンデキャップ、イエローリボンステークス）
  - Early Pioneer（勝ち鞍:ハリウッドゴールドカップ）
- 1996年産
  - Fantastic Light（勝ち鞍:ブリーダーズカップターフ、アイリッシュチャンピオンステークス、マンノウォーステークス、タタソールズゴールドカップ、プリンスオブウェールズステークス、香港カップ）
- 1997年産
  - Designed for Luck（勝ち鞍:シューメイカーマイルステークス）
- 1998年産
  - Tates Creek（勝ち鞍:ゲイムリーハンデキャップ、イエローリボンステークス）
  - Noverre（勝ち鞍:サセックスステークス）
- 2002年産
  - Shining Energy（勝ち鞍:ゲイムリーステークス）
  - Allow（勝ち鞍:クイーンズランドオークス）
- 2003年産
  - Dancing Forever（勝ち鞍:マンハッタンハンデキャップ）
- 2004年産
  - Dreaming of Anna（勝ち鞍:ブリーダーズカップ・ジュヴェナイルフィリーズ）
- 2005年産
  - Rio de La Plata（勝ち鞍:ジャン・リュック・ラガルデール賞、ヴィットーリオ・ディ・カープア賞、ローマ賞）

#### 日本国内調教馬
- トキオパーフェクト（勝ち鞍:クリスタルカップ、中日スポーツ賞4歳ステークス）
- グラスワールド（勝ち鞍:ダービー卿チャレンジトロフィー）
- フライングアップル（勝ち鞍:スプリングステークス）

### 本馬がブルードメアサイアの主な競走馬
- Giant's Causeway（勝ち鞍:セントジェームズパレスステークス、エクリプスステークス、サセックスステークス、インターナショナルステークス、アイリッシュチャンピオンステークス）
- Sophisticat（勝ち鞍:コロネーションステークス）
- Megahertz（勝ち鞍:ジョン・C・マビーハンデキャップ、イエローリボンステークス）
- After Market（勝ち鞍:チャールズウィッティンガムハンデキャップ、エディリードハンデキャップ）
- Alverta（勝ち鞍:タッドケネディステークス）
- Rutherienne（勝ち鞍:デルマーオークス）
- Rahy's Attorney（勝ち鞍:ウッドバインマイル）
- Life At Ten（勝ち鞍:ベルデイムステークス、オグデンフィップスハンデキャップ）
- Furthest Land（勝ち鞍:ブリーダーズカップ・ダートマイル）
- Courageous Cat（勝ち鞍:シューメイカーマイルステークス）
- マグニフィカ（勝ち鞍:ジャパンダートダービー）
- Declaration of War（勝ち鞍:インターナショナルステークス、クイーンアンステークス）
- Bee Jersey（勝ち鞍:メトロポリタンハンデキャップ）
- Alpha Centauri（勝ち鞍:アイリッシュ1000ギニー、コロネーションステークス、ファルマスステークス、ジャック・ル・マロワ賞）
- Alpine Star(勝ち鞍:コロネーションステークス)
- Discoveries（勝ち鞍:モイグレアスタッドステークス）
- Voyage Bubble（勝ち鞍:香港スチュワーズカップ2回、香港マイル、香港ゴールドカップ、チャンピオンズ&チャターカップ）
- サンディエゴシチー（勝ち鞍:札幌2歳ステークス）
- ヒラボクキング（勝ち鞍:平安ステークス）

## 血統表
| ラーイの血統（ブラッシンググルーム系（ナスルーラ系） / Pharamond 5×5=6.25%、Mahmoud 5×5=6.25%（母内）） | ラーイの血統（ブラッシンググルーム系（ナスルーラ系） / Pharamond 5×5=6.25%、Mahmoud 5×5=6.25%（母内）） | ラーイの血統（ブラッシンググルーム系（ナスルーラ系） / Pharamond 5×5=6.25%、Mahmoud 5×5=6.25%（母内）） | （血統表の出典）  | （血統表の出典） |
| 父 Blushing Groom 1974 栗毛                                                                             | 父の父Red God 1954 栗毛                                                                                 | Nasrullah                                                                                               | Nearco            | Nearco           |
| 父 Blushing Groom 1974 栗毛                                                                             | 父の父Red God 1954 栗毛                                                                                 | Nasrullah                                                                                               | Mumtaz Begum      |                  |
| 父 Blushing Groom 1974 栗毛                                                                             | 父の父Red God 1954 栗毛                                                                                 | Spring Run                                                                                              | Menow             | Menow            |
| 父 Blushing Groom 1974 栗毛                                                                             | 父の父Red God 1954 栗毛                                                                                 | Spring Run                                                                                              | Boola Brook       |                  |
| 父 Blushing Groom 1974 栗毛                                                                             | 父の母Runaway Bride 1962 鹿毛                                                                           | Wild Risk                                                                                               | Rialto            | Rialto           |
| 父 Blushing Groom 1974 栗毛                                                                             | 父の母Runaway Bride 1962 鹿毛                                                                           | Wild Risk                                                                                               | Wild Violet       |                  |
| 父 Blushing Groom 1974 栗毛                                                                             | 父の母Runaway Bride 1962 鹿毛                                                                           | Aimee                                                                                                   | Tudor Minstrel    | Tudor Minstrel   |
| 父 Blushing Groom 1974 栗毛                                                                             | 父の母Runaway Bride 1962 鹿毛                                                                           | Aimee                                                                                                   | Emali             |                  |
| 母 Glorious Song 1976 鹿毛                                                                              | 母の父Halo 1969 黒鹿毛                                                                                  | Hail to Reason                                                                                          | Turn-to           | Turn-to          |
| 母 Glorious Song 1976 鹿毛                                                                              | 母の父Halo 1969 黒鹿毛                                                                                  | Hail to Reason                                                                                          | Nothirdchance     |                  |
| 母 Glorious Song 1976 鹿毛                                                                              | 母の父Halo 1969 黒鹿毛                                                                                  | Cosmah                                                                                                  | Cosmic Bomb       | Cosmic Bomb      |
| 母 Glorious Song 1976 鹿毛                                                                              | 母の父Halo 1969 黒鹿毛                                                                                  | Cosmah                                                                                                  | Almahmoud         |                  |
| 母 Glorious Song 1976 鹿毛                                                                              | 母の母Ballade 1972 黒鹿毛                                                                               | Herbager                                                                                                | Vandale           | Vandale          |
| 母 Glorious Song 1976 鹿毛                                                                              | 母の母Ballade 1972 黒鹿毛                                                                               | Herbager                                                                                                | Flagette          |                  |
| 母 Glorious Song 1976 鹿毛                                                                              | 母の母Ballade 1972 黒鹿毛                                                                               | Miss Swapsco                                                                                            | Cohoes            | Cohoes           |
| 母 Glorious Song 1976 鹿毛                                                                              | 母の母Ballade 1972 黒鹿毛                                                                               | Miss Swapsco                                                                                            | Soaring F-No.12-c |                  |